# نيكيتا كوتشيروف
نيكيتا كوتشيروف (مواليد 17 يونيو 1993) هو لاعب هوكي الجليد يلعب في نادي تامبا باي لايتنينج.

## روابط خارجية
- نيكيتا كوتشيروف على موقع دوري الهوكي الوطني (الإنجليزية)
- نيكيتا كوتشيروف على موقع دوري الهوكي للقارات (الإنجليزية)
- نيكيتا كوتشيروف على موقع EliteProspects.com (الإنجليزية)
- نيكيتا كوتشيروف على موقع Eurohockey.com (الإنجليزية)
- نيكيتا كوتشيروف على موقع HockeyDB.com (الإنجليزية)
- نيكيتا كوتشيروف على موقع Hockey-Reference.com (الإنجليزية)